# Felipe Melo
Felipe Melo de Carvalho (n. 26 iunie 1983 în Volta Redonda) este un fotbalist brazilian liber de contract, care joacă pe post de mijlocaș lateral. Pe plan internațional, are prezențe la națională pentru Brazilia.

## Palmares
Flamengo
- Campeonato Carioca : 2001
- Copa dos Campeões : 2001

Cruzeiro
- Campeonato Brasileiro Série A : 2003
- Copa do Brasil : 2003
- Campeonato Mineiro : 2003

Internațional
- Cupa Confederațiilor FIFA: 2009